# Inèrcia
En física, la inèrcia és la dificultat o resistència amb la qual els cossos s'oposen a un canvi d'estat pel que fa al seu moviment. És a dir, un cos en repòs tendeix a romandre en repòs, i un cos que es mou amb una velocitat uniforme tendeix a seguir en moviment, segons la primera llei de Newton.
La inèrcia explica per què, per exemple, una nau espacial continua movent-se indefinidament encara que se n'aturin els motors, ja que, a l'espai, el fregament que acabaria per aturar-la és zero. És el cas de les sondes Voyager 1 i Voyager 2 que viatgen a gran velocitat sortint del sistema solar amb els motors fa temps aturats. En canvi, un cotxe que no s'accelera s'acaba aturant a causa de la resistència de l'aire i al fregament de les rodes contra la carretera.
A la física, es diu que un sistema té massa inercial quan resulta més difícil aconseguir un canvi en el seu estat físic. Els dos usos més freqüents en física són la inèrcia mecànica i la inèrcia tèrmica. La inèrcia mecànica és una mesura de dificultat per a canviar l'estat de moviment o repòs d'un cos. La inèrcia mecànica depèn de la quantitat de massa i tensor d'inèrcia. La inèrcia tèrmica mesura la dificultat amb la qual un cos canvia la seva temperatura en estar en contacte amb altres cossos o ser escalfat.

## Dependència de la velocitat

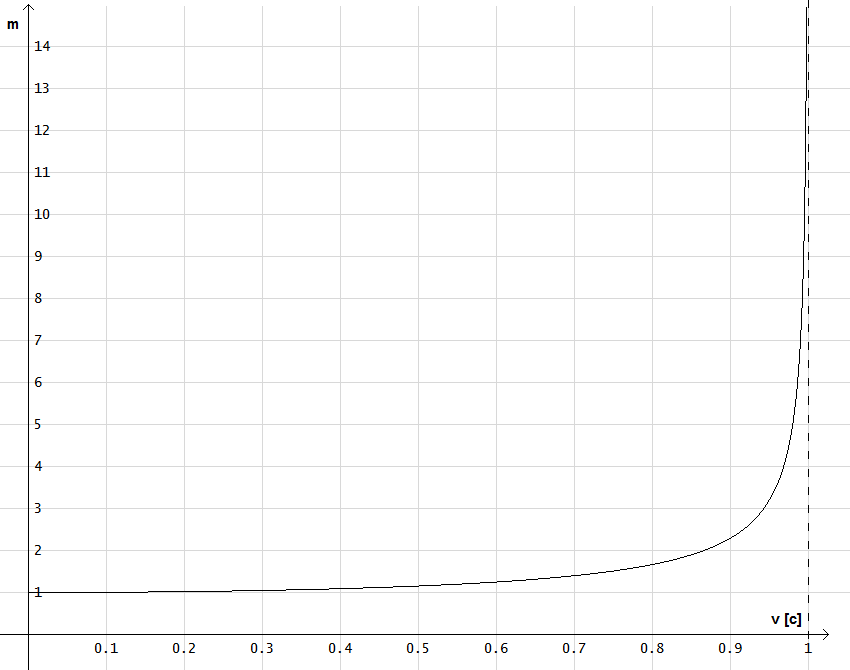
Massa respecte a la fracció de la velocitat respecte a la velocitat de la llum.

Segons la teoria de la relativitat especial d'Albert Einstein (1879-1955), la inèrcia no és una propietat constant dels cossos sinó que depèn de la velocitat, a més velocitat més inèrcia. Nogensmenys, aquest efecte no s'observa per a velocitats baixes i només es fa palès quan els cossos es mouen a velocitats properes a les de la llum.
La massa {\displaystyle m} augmenta amb la velocitat {\displaystyle v} segons l'expressió:
{\displaystyle m={\frac {m_{0}}{\sqrt {1-{\frac {v^{2}}{c^{2}}}}}}}
on {\textstyle m_{0}} és la massa en repòs de la partícula i {\textstyle c} la velocitat de la llum al buit.

## La llei d'inèrcia

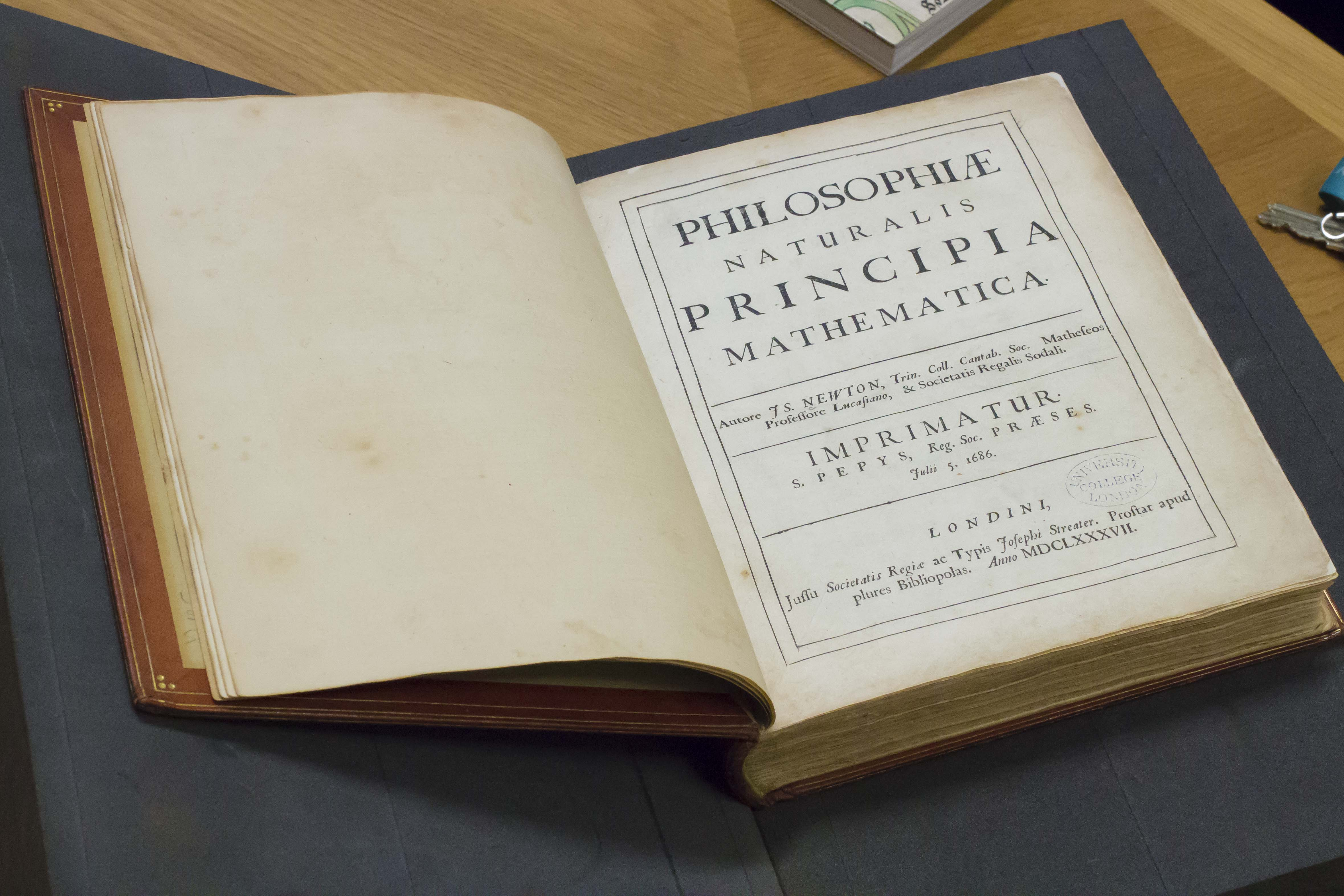
Portada del llibre Philosophiae Naturalis Principia Mathematica de 1686 on es posaren les bases per a la primera llei de Newton.

La primera llei de Newton, publicada el 1686 al llibre Philosophiae Naturalis Principia Mathematica, estableix que si un cos està en repòs o es mou amb una velocitat constant en línia recta, romandrà en repòs o continuarà movent-se en línia recta a velocitat constant tret que actuï sobre ell una força. De fet, en la mecànica newtoniana clàssica, no hi ha cap distinció important entre el repòs i el moviment uniforme en línia recta; es poden considerar com el mateix estat de moviment vist per diferents observadors, un movent-se a la mateixa velocitat que la partícula i l'altre movent-se a velocitat constant respecte a la partícula. Aquest postulat es coneix com la llei o principi d'inèrcia.
Ella llei d'inèrcia fou formulada per primera vegada per físic toscà Galileo Galilei (1564-1642) per al moviment horitzontal a la Terra i posteriorment fou generalitzat pel filòsof francès René Descartes (1596-1650). Tot i que el principi d'inèrcia és el punt de partida i la suposició fonamental de la mecànica clàssica, no és gaire intuïtivament obvi per a l'ull inexpert. En la mecànica d'Aristòtil i en l'experiència ordinària, els objectes que no s'empenyen tendeixen a quedar-se en repòs. La llei d'inèrcia fou deduïda per Galileu a partir dels seus experiments amb boles que roden per plans inclinats.

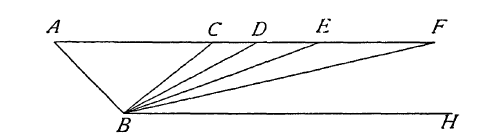
Esquema de l'experiment de Galileu segons The Science Of Mechanics d'Ernst Mach. La bola es deixa caure per un primer pla inclinat AB des del punt A i avança fins al punt B per, a continuació pujar per un segon pla inclinat fins a C, D, E, F... segons la inclinació. Si aquesta és nul·la, la bola arribaria a l'infinit, punt H.

Un d'aquests experiments consistí a deixar anar una bola a través d'un raïl inclinat, la qual, després d'abandonar-lo, recorria una petita secció horitzontal i, finalment, tornava a pujar per una altra secció inclinada. Galileu determinà la distància a la qual arribava la bola quan acabava de recórrer la secció horitzontal. Posteriorment, provà de disminuir l'angle d'inclinació del segon pla inclinat i notà que la distància recorreguda per la bola era més gran. Galileu suposà que si el segon pla estigués totalment horitzontal, la bola recorreria una distància pràcticament indefinida, ja que conservaria la velocitat adquirida en el primer pla inclinat. En la seva obra coneguda com a Discorsi, Galileu comenta l'experiment anterior i, recolzat en la teoria de l'ímpetu, afirma que: «Es pot suposar amb raó que, sigui el que sigui el grau de velocitat que es doni a un mòbil, queda per naturalesa indeleblement impresa en ell mentre no intervinguin causes externes que l'accelerin o el retardin…» Amb aquest raonament, Galileu donà una primera formulació implícita del que més endavant es coneixeria com el principi de la inèrcia: els cossos en moviment continuen indefinidament en aquest estat, sempre que no existeixi una causa externa que el modifiqui. Cal observar que Galileu encara continuava recolzant-se en l'ímpetu com a responsable del moviment dels cossos.

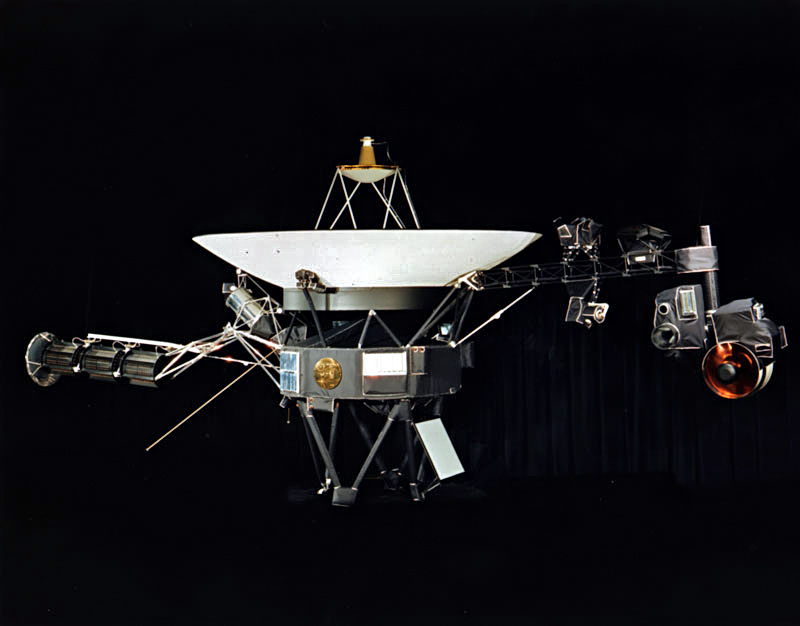
Les sondes Voyager de la NASA viatgen actualment a gran velocitat sense cap mena d'impuls gràcies al fet que la força d'atracció dels cossos del sistema solar és molt feble i duu quasi un moviment uniforme.

Per a Galileu, el principi d'inèrcia era fonamental per a la seva tasca científica central: havia d'explicar com és possible que si la Terra realment gira sobre el seu eix i orbita al voltant del Sol, no percebem aquest moviment. El principi d'inèrcia ajuda a proporcionar la resposta: com que estem en moviment juntament amb la Terra i la nostra tendència natural és mantenir aquest moviment, la Terra ens sembla estar en repòs. Així, el principi d'inèrcia, lluny de ser una afirmació de l'obvi, fou una vegada un tema central de controvèrsia científica. Quan el físic anglès Isaac Newton (1642-1727) hagué resolt tots els detalls, fou possible explicar amb precisió les petites desviacions d'aquesta imatge causades pel fet que el moviment de la superfície de la Terra no és un moviment uniforme en línia recta. En la formulació newtoniana, l'observació comuna que els cossos que no són empesos tendeixen a reposar s'atribueix al fet que tenen forces desequilibrades que actuen sobre ells, com la fricció i la resistència de l'aire.

## La segona llei de Newton
La segona llei de Newton constitueix una descripció quantitativa de les alteracions que una força pot induir en el moviment d'un cos. Aquesta llei postula que la taxa de variació temporal de la quantitat de moviment {\displaystyle {\vec {p}}} (o moment lineal) d'un cos és equivalent, tant en magnitud (o mòdul) com en direcció i sentit, a la força neta {\displaystyle {\vec {F}}} que hi és exercida.
{\displaystyle {\vec {F}}={\frac {d{\vec {p}}}{dt}}={\frac {d(m{\vec {v}})}{dt}}={\vec {v}}{\frac {dm}{dt}}+m{\frac {d{\vec {v}}}{dt}}={\vec {v}}{\frac {dm}{dt}}+m{\vec {a}}}

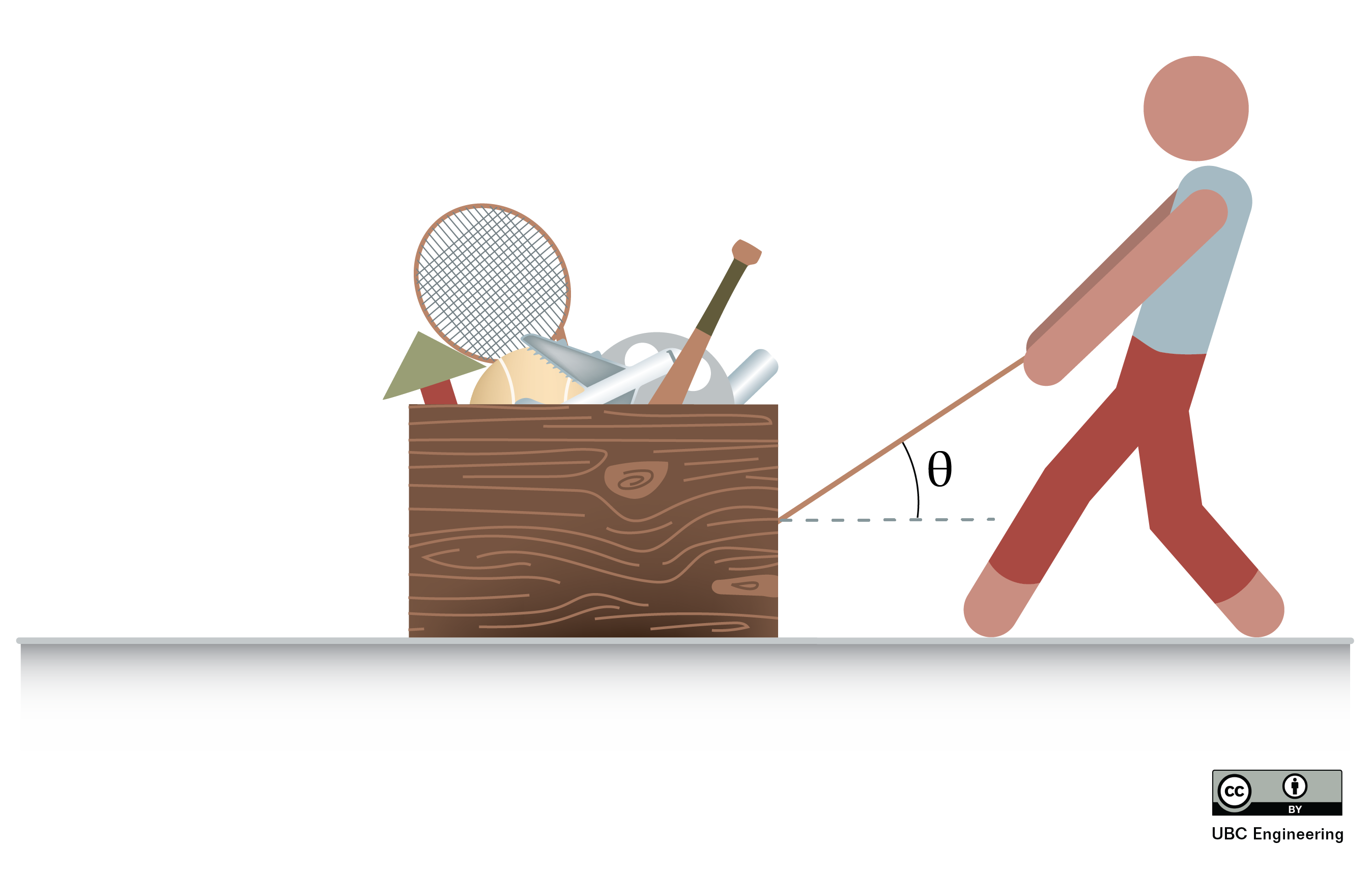
A major força aplicada, major acceleració. A major massa, menor acceleració.

La quantitat de moviment d'un cos es defineix com el producte de la seva massa {\displaystyle m} per la seva velocitat {\displaystyle {\vec {v}}}, això és {\displaystyle {\vec {p}}=m{\vec {v}}}. La quantitat de moviment, anàlogament a la velocitat, es defineix com una magnitud vectorial, posseïdora tant de mòdul com de direcció i sentit. Una força incident sobre un cos pot alterar la magnitud de la seva quantitat de moviment, la seva direcció o només el seu sentit, o tots ells simultàniament. La segona llei de Newton es compta entre els principis més fonamentals de la totalitat de la física. Per a un cos la massa {\displaystyle m} del qual roman constant {\textstyle {dm \over dt}=0}, aquesta llei es pot expressar mitjançant la formulació {\textstyle {\vec {F}}=m{\vec {a}}}. En conseqüència, si sobre un cos actua una força resultant no nul·la, aquest experimentarà una acceleració {\displaystyle {\vec {a}}} de conformitat amb la susdita equació. Recíprocament, si un cos no manifesta acceleració, s'infereix que no hi ha cap força neta que hi actuï.

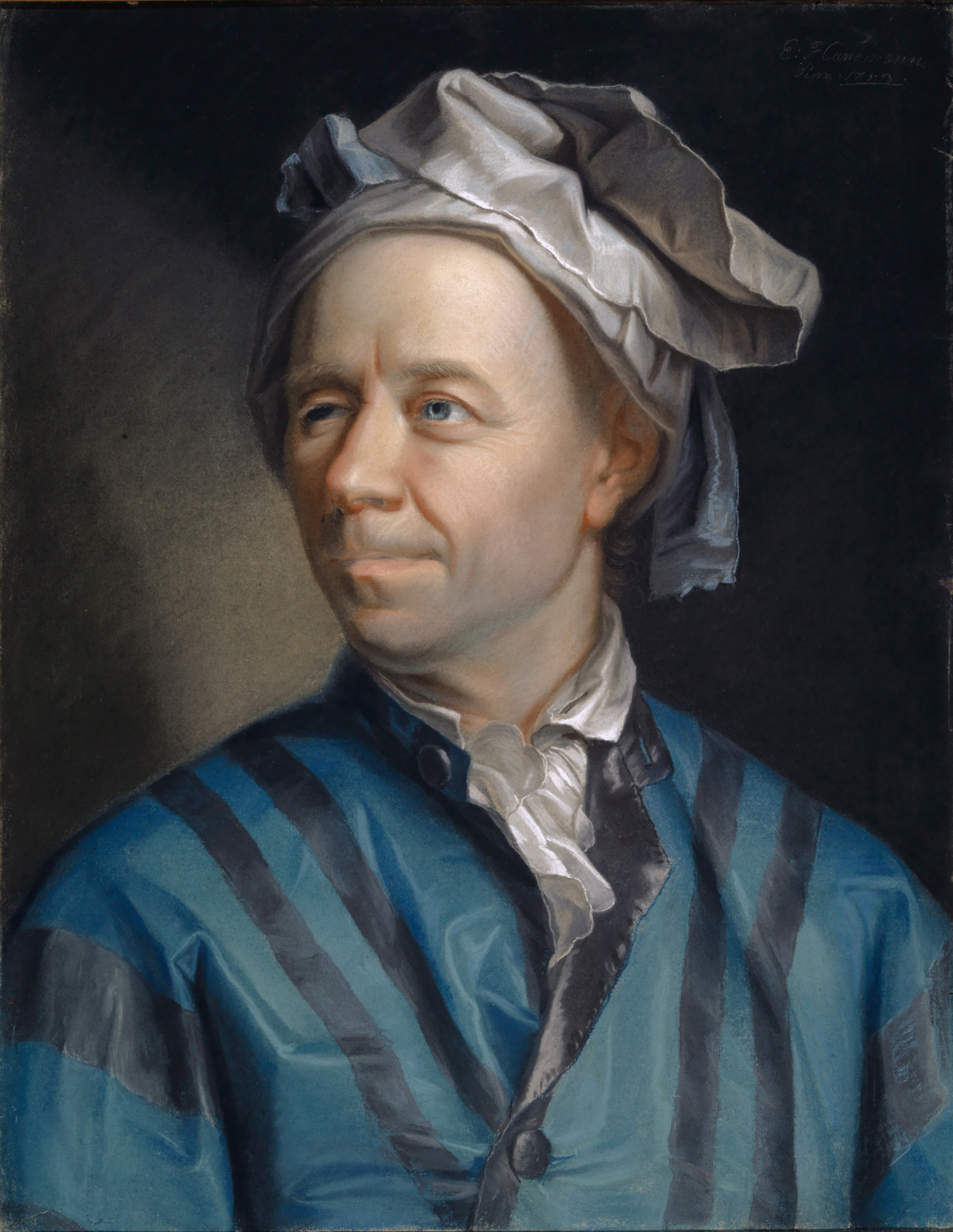
Leonhard Euler.

El matemàtic suís Leonhard Euler (1707-1783), en el seu article Découverte d'un nouveau principe de mécanique (1750), proposà per primera vegada l'expressió de la força com a producte de la massa per l'acceleració. L'acceleració no presentaria més dificultats per ser un concepte cinemàtic i la massa, segons Euler, seria el coeficient de proporcionalitat entre la força aplicada i l'acceleració, per la qual cosa es traslladava el problema del concepte de massa al concepte de força. La massa representa la intensitat de la inèrcia, ja que a major massa menor és l'acceleració que adquireix un cos per efecte de la mateixa força:
{\displaystyle {\vec {a}}={\frac {\vec {F}}{m}}}

## Forces d'inèrcia

Direccions de la gravetat i la força centrífuga a la superfície terrestre

Les anomenades forces d'inèrcia són forces fictícies o aparents que un observador percep en un sistema de referència no inercial. Són forces fictícies que cal introduir en la descripció del moviment respecte d'un sistema de referència no inercial per a poder aplicar la segona de les lleis de Newton del moviment com si es tractés d'un sistema de referència inercial.
Aparentment, i respecte a sistemes de referència no inercials, sembla que els cossos estiguin sotmesos a forces que no responen a cap agent físic, sinó que són conseqüència del caràcter no inercial del sistema emprat, ja sigui perquè té un moviment de rotació o un moviment de translació accelerada respecte a un sistema de referència inercial. Són exemples del primer cas la força centrífuga i la força de Coriolis. En el segon cas, el moviment d'una partícula de massa {\displaystyle m} sotmesa a una força {\displaystyle {\vec {F}}} produïda per un agent físic es descriu en un sistema de referència inercial per la segona llei de Newton del moviment, {\textstyle {\vec {F}}=m{\vec {a}}}; si es considera un segon sistema de referència, que té un moviment de translació amb una acceleració {\displaystyle {\vec {a}}_{r}} respecte al sistema de referència inercial inicial, el moviment de la partícula respecte al segon sistema es pot descriure amb una equació formalment igual a la segona llei de Newton del moviment, suposant que sobre la partícula actua la força {\displaystyle {\vec {F}}-m{\vec {a}}_{r}}, on {\displaystyle -m{\vec {a}}_{r}} és la força d'inèrcia. Totes les forces d'inèrcia són proporcionals a la massa de la partícula o del cos considerat.

## Moment d'inèrcia

El moment d'inèrcia d'un objecte determina quant s'oposa al moviment de rotació. En aquesta simulació, es col·loquen quatre objectes en una rampa i es deixen rodar sense relliscar. Partint del repòs, cadascun experimentarà una acceleració angular en funció del seu moment d'inèrcia.

El moment d'inèrcia, simbolitzat {\displaystyle I}, intervé en l'estudi de la rotació dels cossos i quantifica la inèrcia, o resistència, que oposen aquests cossos a agafar acceleració angular {\displaystyle {\vec {\alpha }}}. La relació amb el moment de la força {\displaystyle {\vec {\tau }}} que produeix la rotació és:
{\displaystyle {\vec {\tau }}=I{\vec {\alpha }}}
És una relació equivalent a la segona llei de Newton aplicada a la rotació. D'altres relacions són, per exemple, el moment angular {\displaystyle {\vec {L}}} d'un sòlid rígid en rotació a l'entorn d'un eix és {\displaystyle {\vec {L}}=I{\vec {\omega }}}, on {\displaystyle {\vec {\omega }}} és la velocitat angular del sòlid, i la seva energia cinètica de rotació és {\textstyle E_{cr}={\tfrac {1}{2}}I\omega ^{2}}.
A diferència de la massa, el moment d'inèrcia no és una propietat intrínseca de cada cos, ja que hi ha tants moments d'inèrcia com eixos es considerin. El moment d'inèrcia es calcula amb la suma dels productes de les masses de les partícules que constitueixen un cos pels quadrats de les seves distàncies a un eix de rotació determinat. Per a una partícula de massa {\displaystyle m} situada a una distància {\displaystyle r} d'un eix de rotació, el seu moment d'inèrcia respecte a l'eix val {\displaystyle I=mr^{2}}. Si es tracta d'un sistema d'{\displaystyle n} partícules, el moment d'inèrcia es calcula com el sumatori {\displaystyle I=\displaystyle \textstyle \sum _{i=1}^{n}m_{i}r_{i}^{2}}, on {\displaystyle m_{i}} són les masses de les partícules (amb {\displaystyle i=1,\ldots ,n} ) i {\displaystyle r_{i}} les seves respectives distàncies a l'eix. En el cas d'una distribució contínua de masses, l'expressió per al moment d'inèrcia s'obté amb la integral {\textstyle I=\int r^{2}dm}.
En la determinació de moments d'inèrcia respecte a certs eixos, conegut el seu valor respecte a d'altres, són útils el teorema de Steiner i el teorema dels eixos perpendiculars, que fa referència al moment polar d'inèrcia. Si, amb origen en un punt fix de l'espai, es consideren els moments d'inèrcia respecte a tots els eixos possibles, per a un cert eix el moment d'inèrcia té un valor màxim i respecte a un altre eix perpendicular al primer té el valor mínim. Aquest dos valors, màxim i mínim, juntament amb un tercer moment d'inèrcia respecte a l'eix perpendicular als dos anteriors, constitueixen els moments d'inèrcia principals del cos i els eixos respectius són els eixos principals d'inèrcia. Tenen particular interès els eixos principals amb origen en el centre de masses del cos.